# Rödlöga
Rödlöga est une île de l'archipel de Stockholm  en Suède,,.

## Présentation
Rödlöga est une île longue d'environ un kilomètre dans la commune de Norrtälje.
L'île possède un hangar commercial, Rödlögaboden, qui est le plus oriental de l'archipel.
L'île manque d'électricité mais compte néanmoins environ 150 propriétés de vacances.
Rödlöga est desservie quotidiennement pendant l'été par Waxholmsbolaget.
Les curiosités de l'île, outre le village lui-même autour du port, comprennent des zones d'affleurements le long de la côte est, la vue sur le canal entre Rödlöga et Västerö et un vieil arbre sur la partie sud de l'île qui est probablement l’île de taille significative la plus à l'est de Suède, et également classée monument naturel biologique. Un réseau de sentiers de randonnée parcourt toute l'île, mais ceux-ci peuvent être difficiles d'accès par endroits en raison de brusques dénivelés et de la végétation.

## Accès
Les bateaux de Waxholmsbolaget, partent de Strömkajen à Stockholm ou de Furusund.
Depuis Strömkajen, le trajet en bateau dure environ 4 heures et de Furusund environ 1h30.
Le bus depuis la gare d'Östra à Stockholm jusqu'au Furusund prend environ 2 heures.
Waxholmsbolaget dessert Rödlöga toute l'année, sauf lorsqu'il y a de la glace.

## Histoire
Une population résidente est mentionnée pour la première fois à Rödlöga en 1535.
Les habitants de Rödlöga ont dû échapper aux pillages russes de 1719.
En raison de l'élévation du terrain due au rebond post-glaciaire, l'ancien emplacement du village à côté de la route vers Seglarberget a été abandonné et le village a été déplacé à Norra Fladen.
À partir de 1792, il y avait également un pilote stationné à Rödlöga.
A la fin du XIXème siècle, l'île comptait 54 résidents permanents.
En automne, les Rödlögaborna et les insulaires de Vidinge, Kudoxa, Svartlöga et Stora Nassa se rendaient à Stockholm ou à Enköping pour échanger du sel contre des provisions.
Au début du XXème siècle, cependant, la rentabilité des voyages diminua, le dernier voyage fut effectué en 1923 lorsque Herman Nordström, qui l'avait réalisé, fut contraint de revenir avec une grande partie d'invendus.
Les premiers vacances estivaux sont arrivés sur l'île juste avant la Première Guerre mondiale. Pendant la Première Guerre mondiale, l’armée a installé des lignes téléphoniques vers l’île. L'agriculture sur l'île a cessé en 1956, mais jusqu'en 1965, il y avait encore sept résidents permanents âgés.
Georg Nordström fut le dernier à quitter l'île pour s'installer dans la maison de retraite de Blidö en 1979.

## Galerie

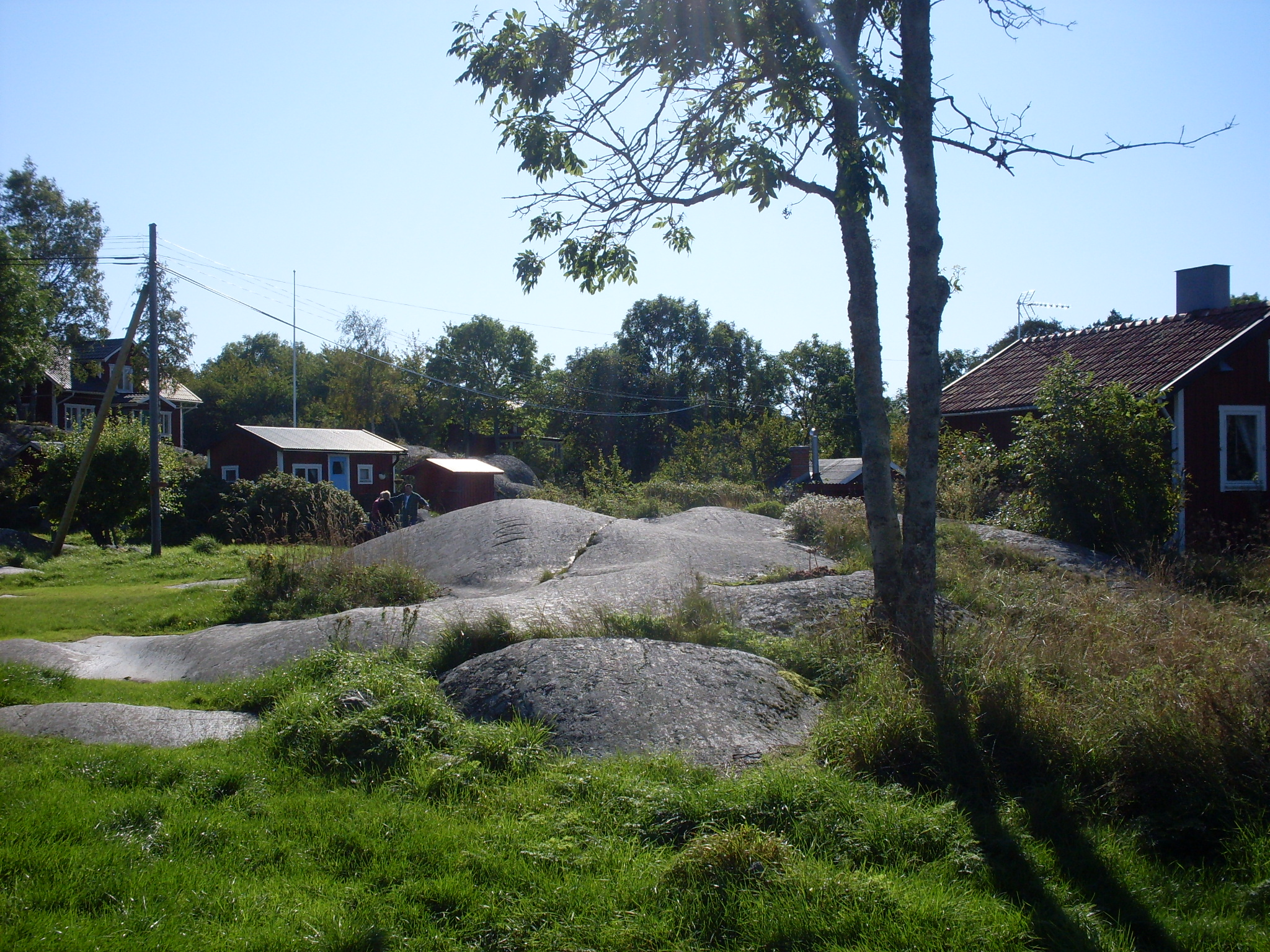
Rödlöga.
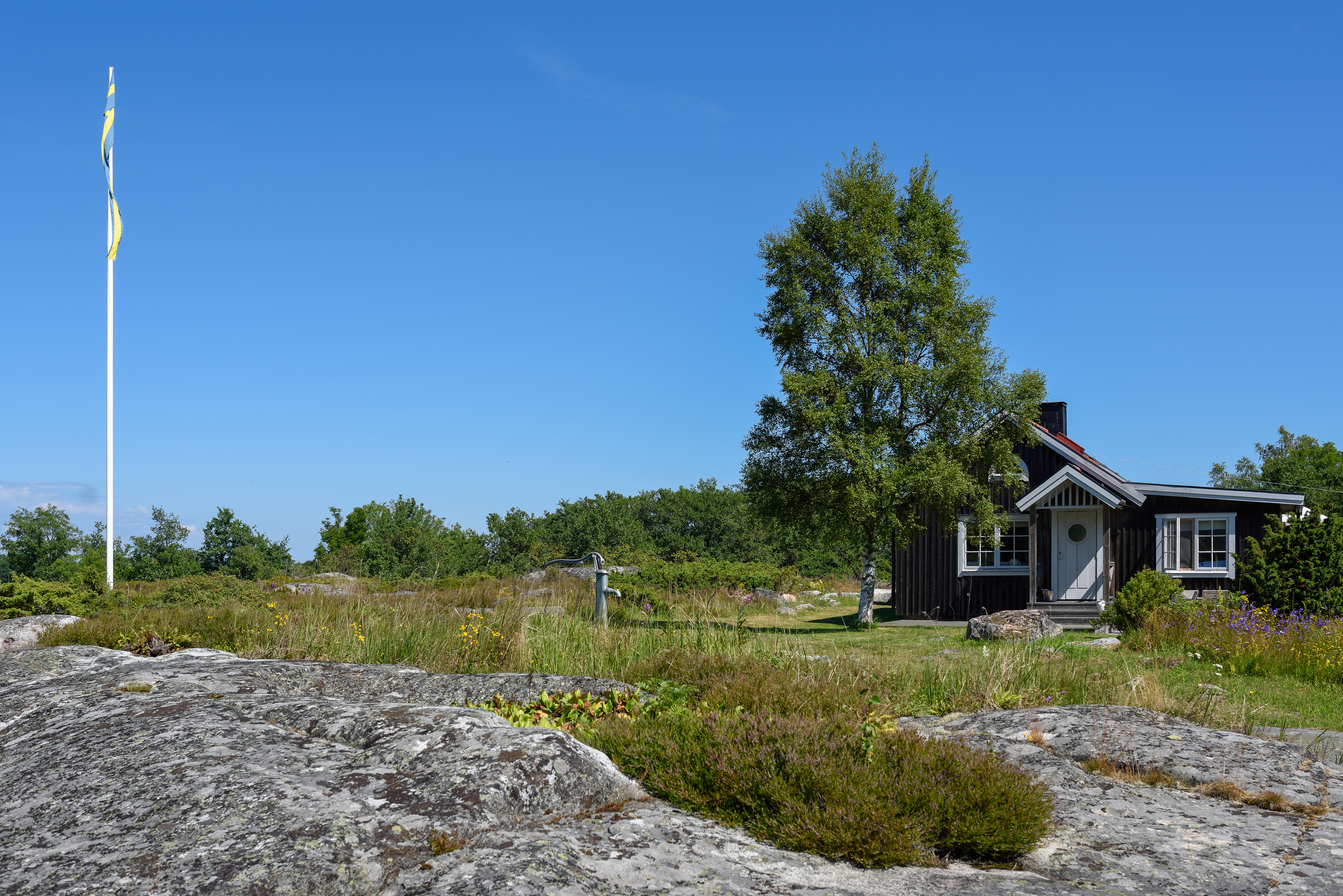
Rödlöga.
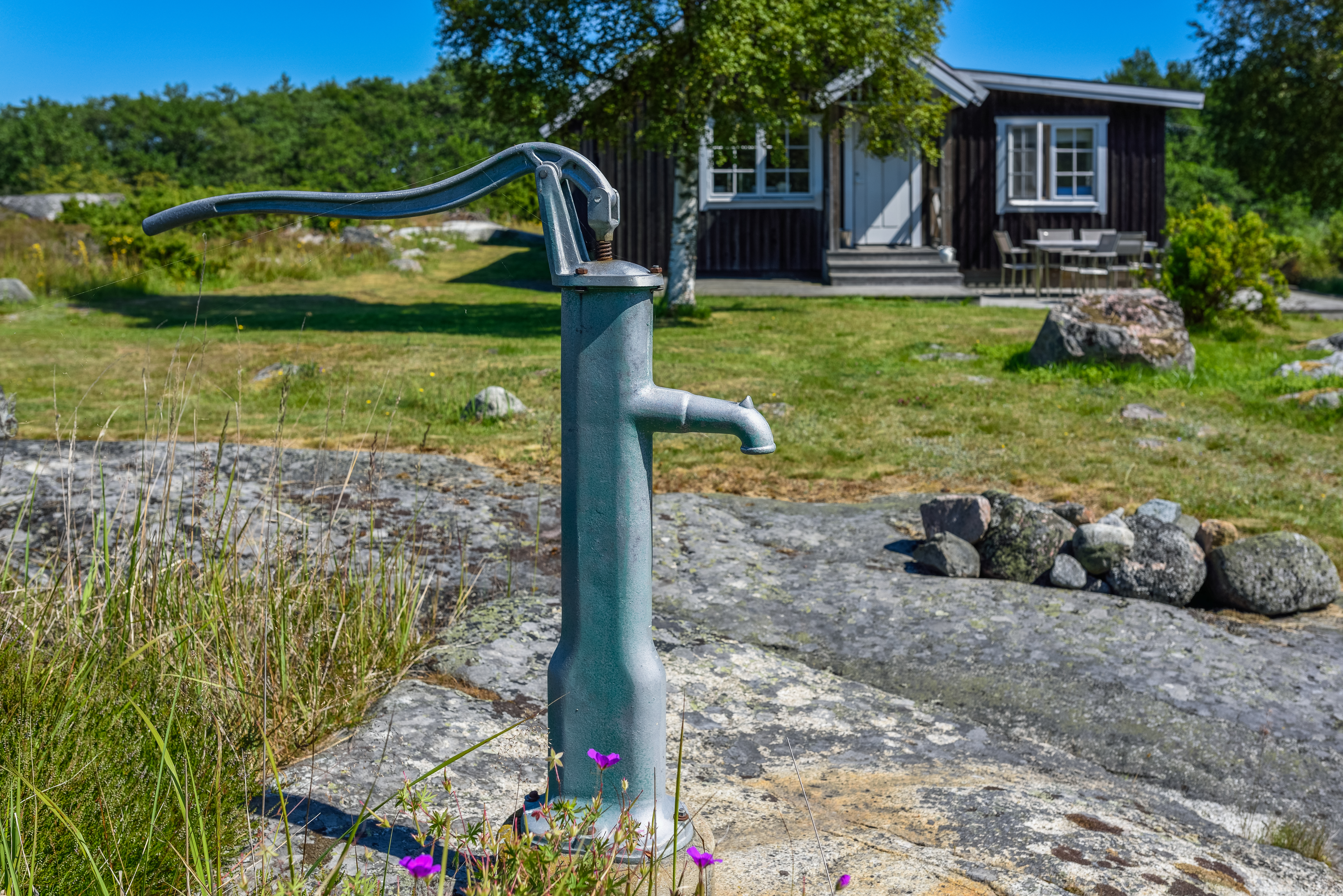
Rödlöga.
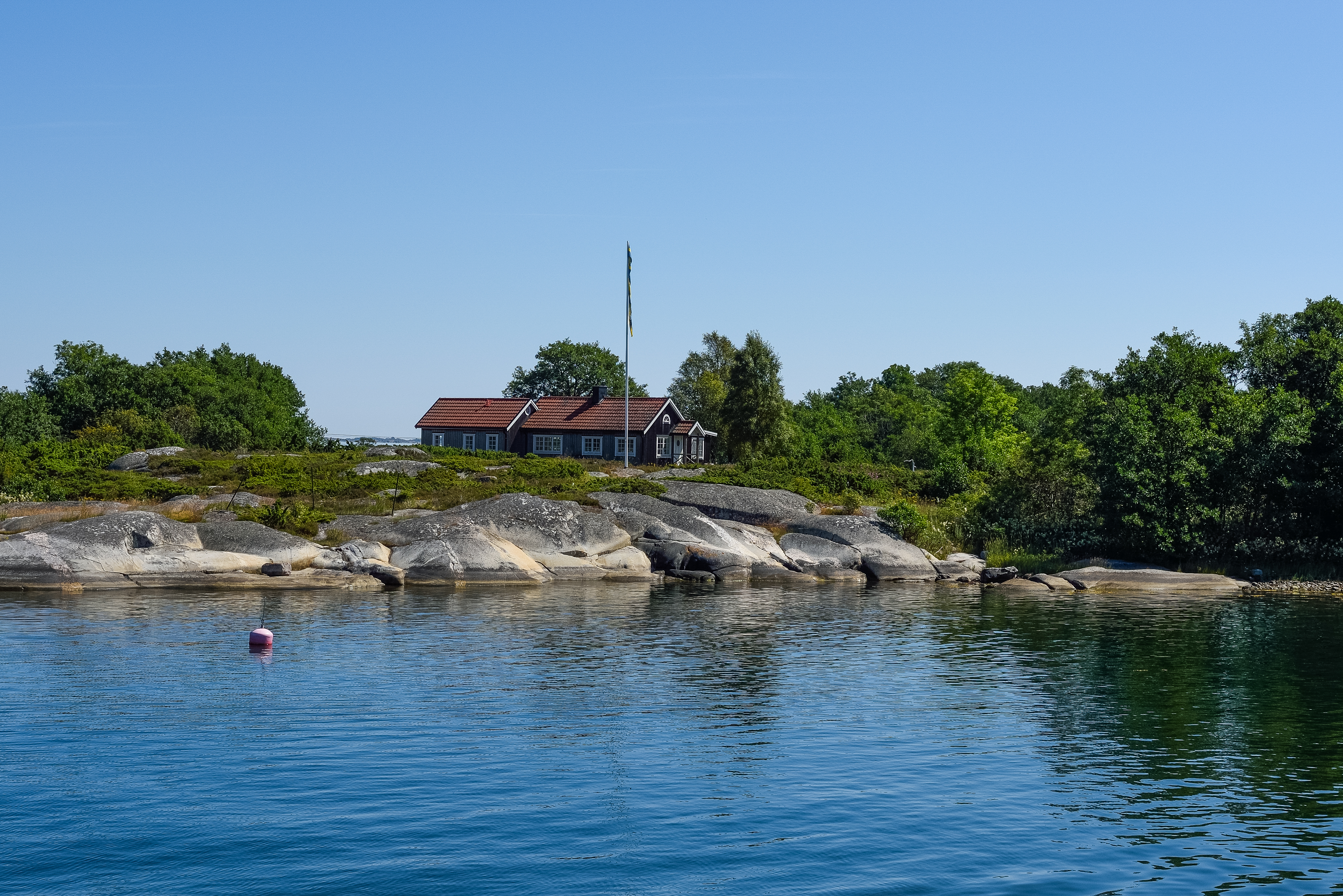
Rödlöga.
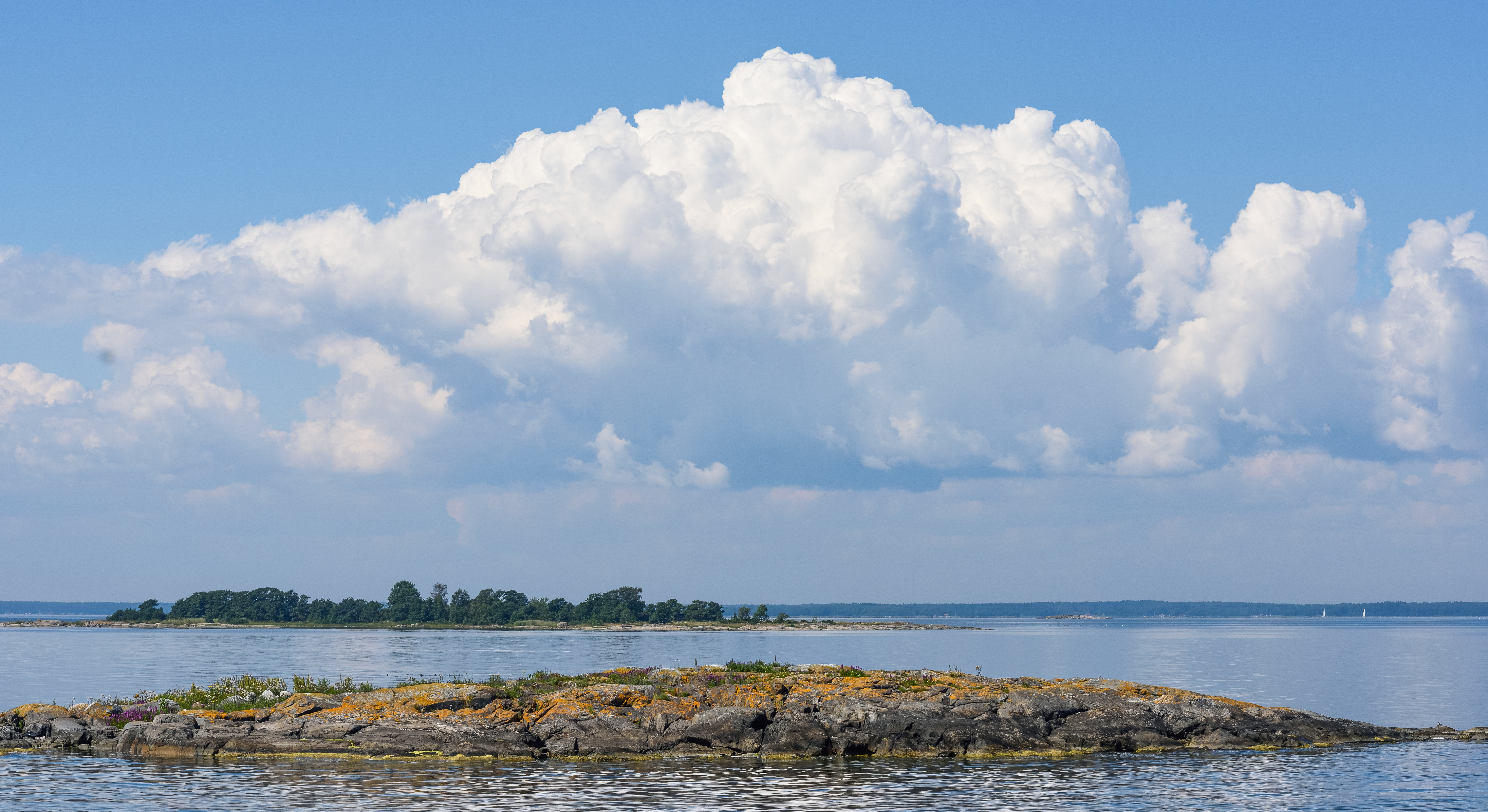
Rödlöga.
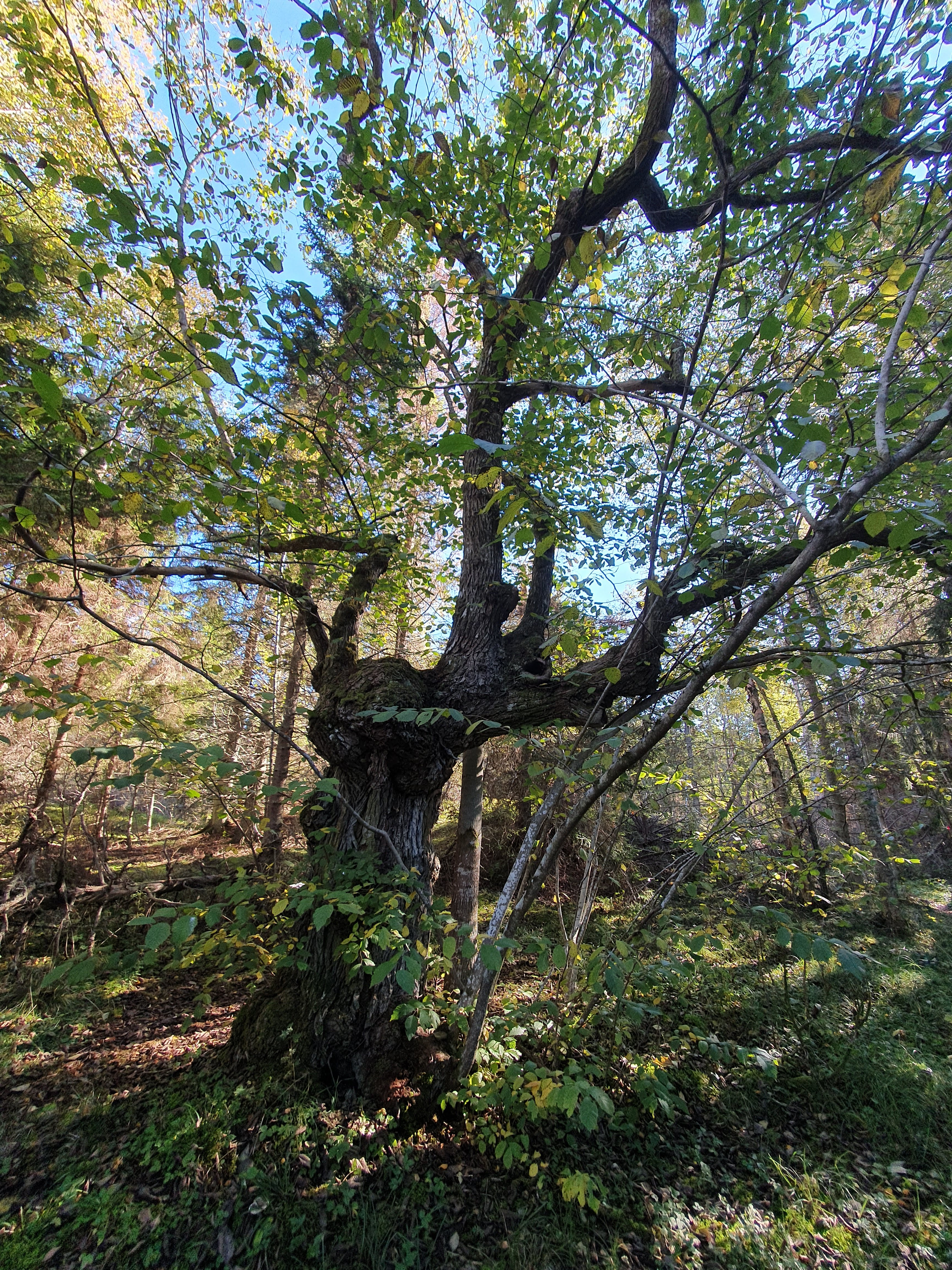
L'orme[5].
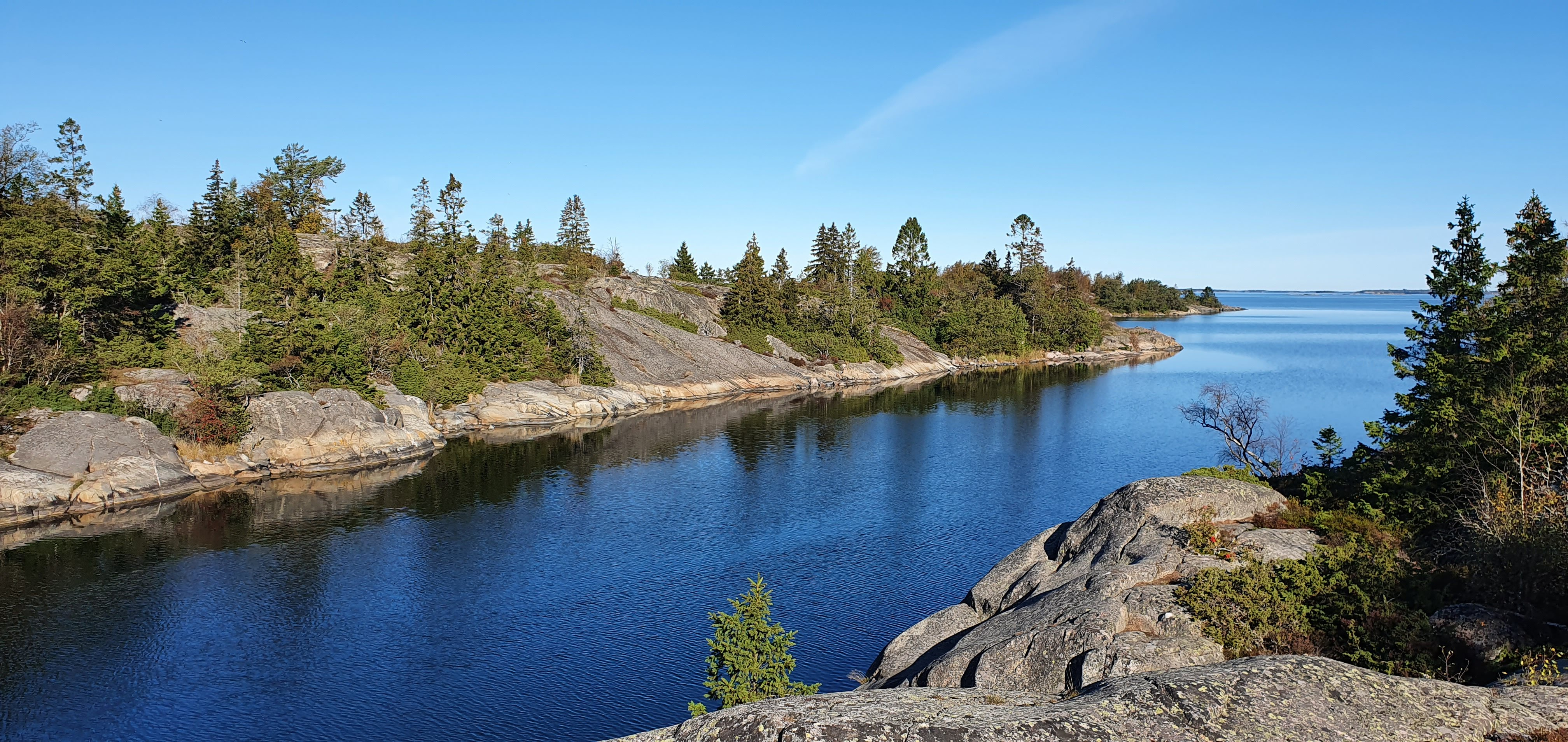
Le canal entre Rödlöga et Västerö.